# Wittener Rundweg
Der Wittener Rundweg ist ein 57 Kilometer langer Rundwanderweg um die Stadt Witten. Da der Weg der Wittener Stadtgrenze folgt, verläuft er abschnittsweise auch auf dem Gebiet der Nachbarstädte Wetter (Ruhr), Sprockhövel, Hattingen, Bochum, Dortmund und Herdecke. Die Auffrischung der Wegzeichen erfolgt in regelmäßigen Abständen durch die Ortsabteilung Dortmund-Ardey des Sauerländischen Gebirgsvereins.

## Etappen
Mögliche Unterteilung des Rundweges mit Anschluss der Start- und Zielpunkte an den öffentlichen Nahverkehr.
- Etappe 1 (13,0 km): Wetter (Ruhr) – Sprockhövel-Scheideweg
- Etappe 2 (07,7 km): Sprockhövel-Scheideweg – Hattingen-Steinenhaus
- Etappe 3 (13,1 km): Hattingen-Steinenhaus – Bochum-Grabeloh
- Etappe 4 (10,4 km): Bochum-Grabeloh – Dortmund-Kruckel
- Etappe 5 (13,0 km): Dortmund-Kruckel – Wetter (Ruhr)

## Sehenswürdigkeiten am Weg
- Bahnhof Wetter (Ruhr)
- Haus Hove
- Ruhrauen bei Wetter (Ruhr)
- Mundloch des Schlebuscher Erbstollens
- Henriette-Davidis-Museum in Wengern
- Wasserturm Bommerholz
- Naturschutzgebiet Elbschetal
- Alter Kohlenweg
- Pleßbachtal, auch Hammertal genannt
- Zeche Glückauf Barmen
- Schleifkotten Nippus
- Ruhrtal-Bahn
- Haus Kemnade
- Kemnader Stausee
- Zeche Gibraltar
- Freizeitbad Heveney
- Oelbachtal
- Klärwerk Oelbachtal
- Kleinherbede
- Westerberg
- Knappschaftskrankenhaus Bochum-Langendreer
- Dürener Schweiz (Düren)
- Zeche Siebenplaneten
- Dünnebecketal
- Stockumer Bruch
- Bahnhof Dortmund-Kruckel
- Kraftwerk Kruckel
- Zeche Vereinigte Wiendahlsbank
- Wasserturm Kermelberg
- Ardeygebirge
- Ender Bachtal
- Gut Schede